# Палладийиттербий
Палладийиттербий — бинарное неорганическое соединение
палладия и иттербия
с формулой YbPd,
кристаллы.

## Получение
- Сплавление стехиометрических количеств чистых веществ:

{\displaystyle {\mathsf {Pd+Yb\ {\xrightarrow {1460^{o}C}}\ YbPd}}}

## Физические свойства
Палладийиттербий образует кристаллы
кубической сингонии,
пространственная группа P m3m,
параметры ячейки a = 0,3447 нм, Z = 1,
структура типа хлорида цезия CsCl
.
Соединение конгруэнтно плавится при температуре 1460°C.
При температуре 1435°С в кристалле происходит фазовый переход.